# Thure von Klinckowström
Ernst Konrad Otto Thure von Klinckowström (* 3. Juli 1887 in Fürstenwalde/Spree; † 22. Januar 1973 in Stade) war ein deutscher Verwaltungsjurist.

## Leben
Thure von Klinckowström war Sohn des Oberstleutnants a. D. Ernst von Klinckowström und der Lilly geb. Freiin von Wackerbarth gen. von Bomsdorff, Haus Groß Briesen. Nach dem Besuch des Gymnasiums in Frankfurt (Oder) und Fürstenwalde/Spree und der  Ritterakademie Brandenburg von 1903 bis 1906 studierte er am Lehrstuhl für deutsches Recht der Universität Lausanne, an der Ruprecht-Karls-Universität Heidelberg und der Schlesischen Friedrich-Wilhelms-Universität Breslau Rechtswissenschaft. 1907 wurde er im Corps Saxo-Borussia Heidelberg recipiert. Das Kartellcorps Borussia Bonn verlieh ihm 1926 die Corpsschleife.
Nach Studium und Referendariat trat er in den Staatsdienst ein. 1928 war er Oberregierungsrat in Stade. Als solcher wechselte er zum Oberpräsidium der Grenzmark Posen-Westpreußen in Schneidemühl. 1932 wurde er beauftragter Oberpräsident der Grenzmark Posen-Westpreußen und kommissarischer Polizeipräsident von Elbing. 1933 in den einstweiligen Ruhestand versetzt, wurde er später bei der Regierung in Magdeburg wieder tätig. Nach dem Zweiten Weltkrieg lebte er in Stade. Dort war er wiederum als Polizeipräsident und ehrenamtlich im Stader Geschichts- und Heimatverein aktiv.
Der Generalmajor der Wehrmacht Joachim von Klinckowström (1891–1955) war ein jüngerer Bruder.